# Liste der Metropoliten der Polnisch-Orthodoxen Kirche
Liste der Metropoliten der autokephalen orthodoxen Kirche Polens
Die Polnisch-Orthodoxe Kirche wurde vom Patriarchen von Konstantinopel am 26. November 1924 und vom Patriarchen von Russland im Jahr 1948 als autokephal anerkannt. Bereits 1921 gewährte der Patriarch von Moskau der Kirche von Polen eine begrenzte Autonomie mit Jerzy (Jaroszewski) als Exarch.

## Metropoliten
- Jerzy (Jaroszewski) von Warschau und ganz Polen (1921–1923)
- Dionizy (1923–1947) (fortgesetzte Anerkennung von Konstantinopel bis 15. März 1960)
- Tymoteusz von Białystok-Gdańsk (locum tenens) (1947–1951) (anerkannt von Moskau)
- Makary (1951–1959) (anerkannt von Moskau)
- Tymoteusz von Białystok-Gdańsk (locum tenens) (1959–1961) (anerkannt von Moskau)
- Tymoteusz (1961–1962) (anerkannt von Moskau und Konstantinopel)
- Jerzy (Korenistow) von Łódź-Poznań (locum tenens) (1962–1965)
- Stefan (Rudyk) (1965–1969)
- Jerzy (Korenistow) von Łódź-Poznań (locum tenens) (1969–1970)
- Basyli (Doroszkiewicz) (1970–1998)
- Sawa (Hrycuniak) (seit 1998)